# Leevaku
Leevaku (Duits: Lewako) is een plaats in de Estlandse gemeente Räpina, provincie Põlvamaa. De plaats heeft de status van dorp (Estisch: küla) en telt 148 inwoners (2021).
Leevaku ligt aan de rivier Võhandu. Bij Leevaku komt de secundaire weg Tugimaantee 62 uit op de secundaire weg Tugimaantee 45.

## Geschiedenis
Leevaku werd in 1582 voor het eerst genoemd onder de Poolse naam Liewaka. De plaats viel oorspronkelijk onder de burcht van Kirumpää, daarna onder het landgoed van Räpina en vanaf de vroege 19e eeuw onder het landgoed van Toolamaa.
In de 19e eeuw was er veel bedrijvigheid in Leevaku. Het dorp had een korenmolen, een wolfabriek en een aardewerkfabriek. In de jaren twintig van de 20e eeuw is een mislukte poging gedaan om in Leevaku een baksteenfabriek op te zetten. Het dorp hield er een schoorsteen aan over.
In 1933 kreeg Leevaku een waterkrachtcentrale aan de Võhandu. Op kleinere schaal werd daar trouwens al sinds 1910 elektriciteit gewonnen. De centrale werd vernield tijdens de Tweede Wereldoorlog, maar in 1947 herbouwd door de regionale Komsomol. Juhan Smuul schreef over de herbouwwerkzaamheden het gedicht Järvesuu poiste brigaad (‘De jongensbrigade van het meer’). De centrale ging in 1968 dicht, maar werd in 1993 weer in werking gesteld. In de zomermaanden is een deel van de centrale als museum te bezichtigen.

## Foto's

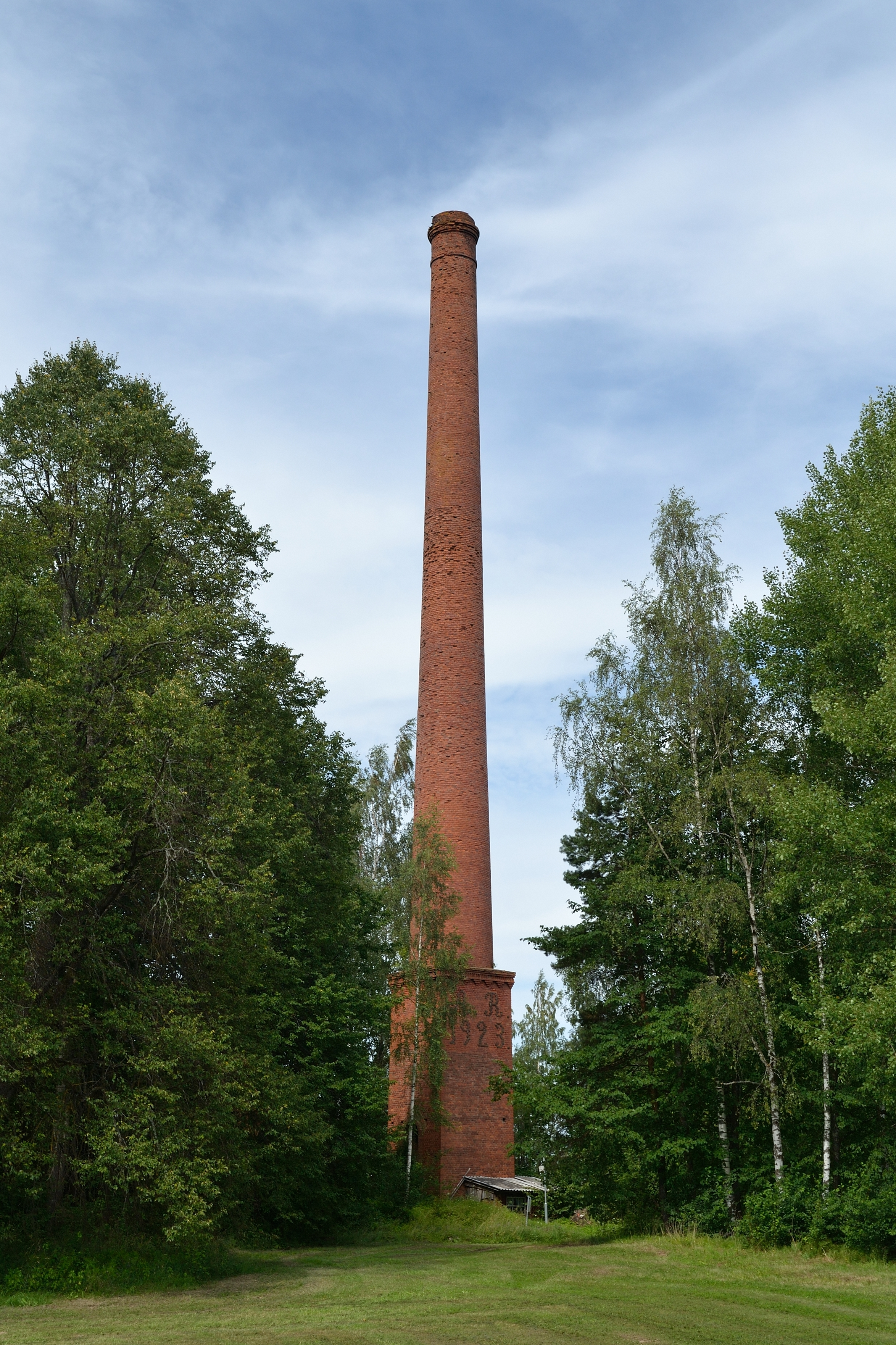
De schoorsteen van de vroegere baksteenfabriek
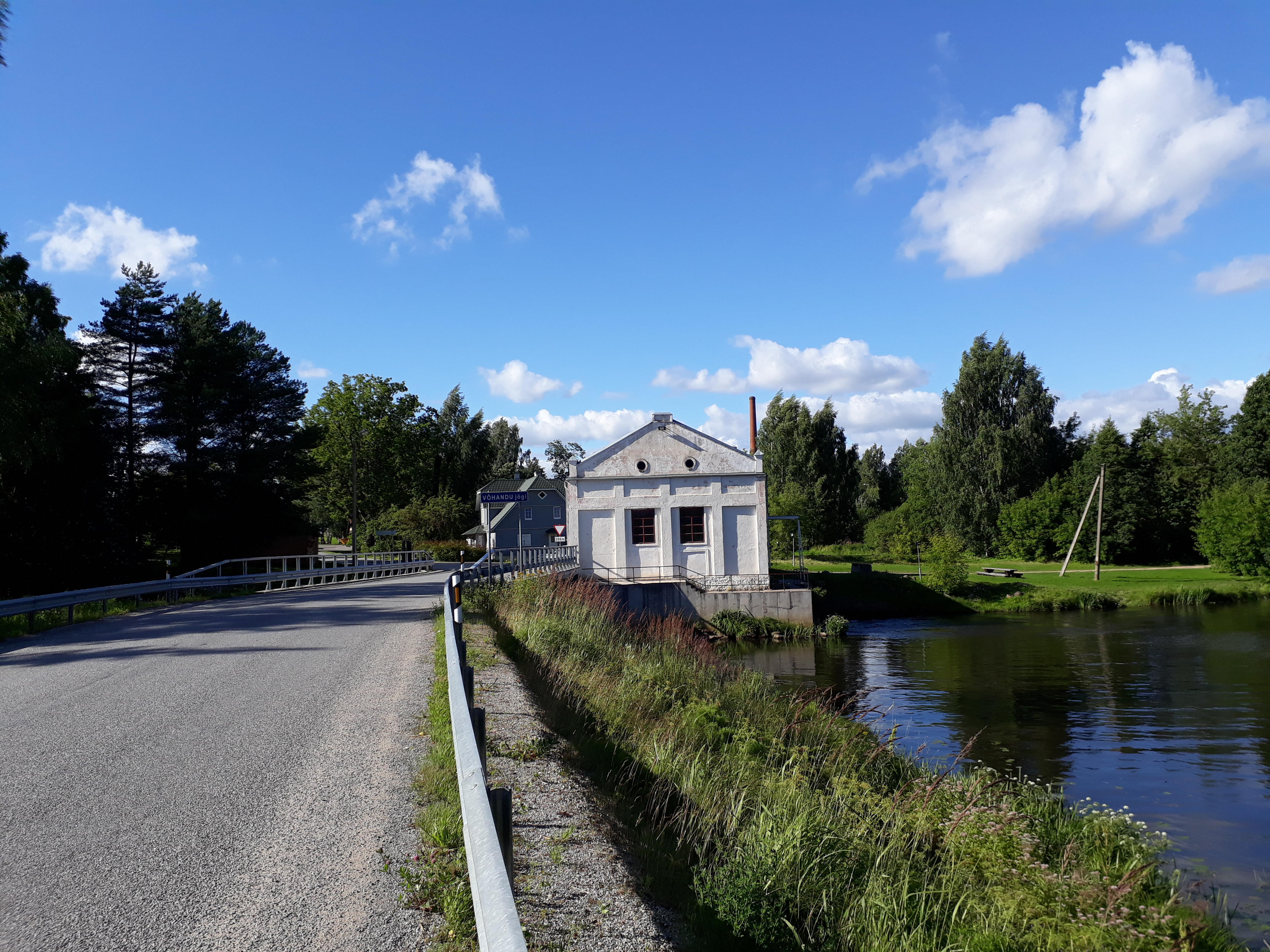
De waterkrachtcentrale
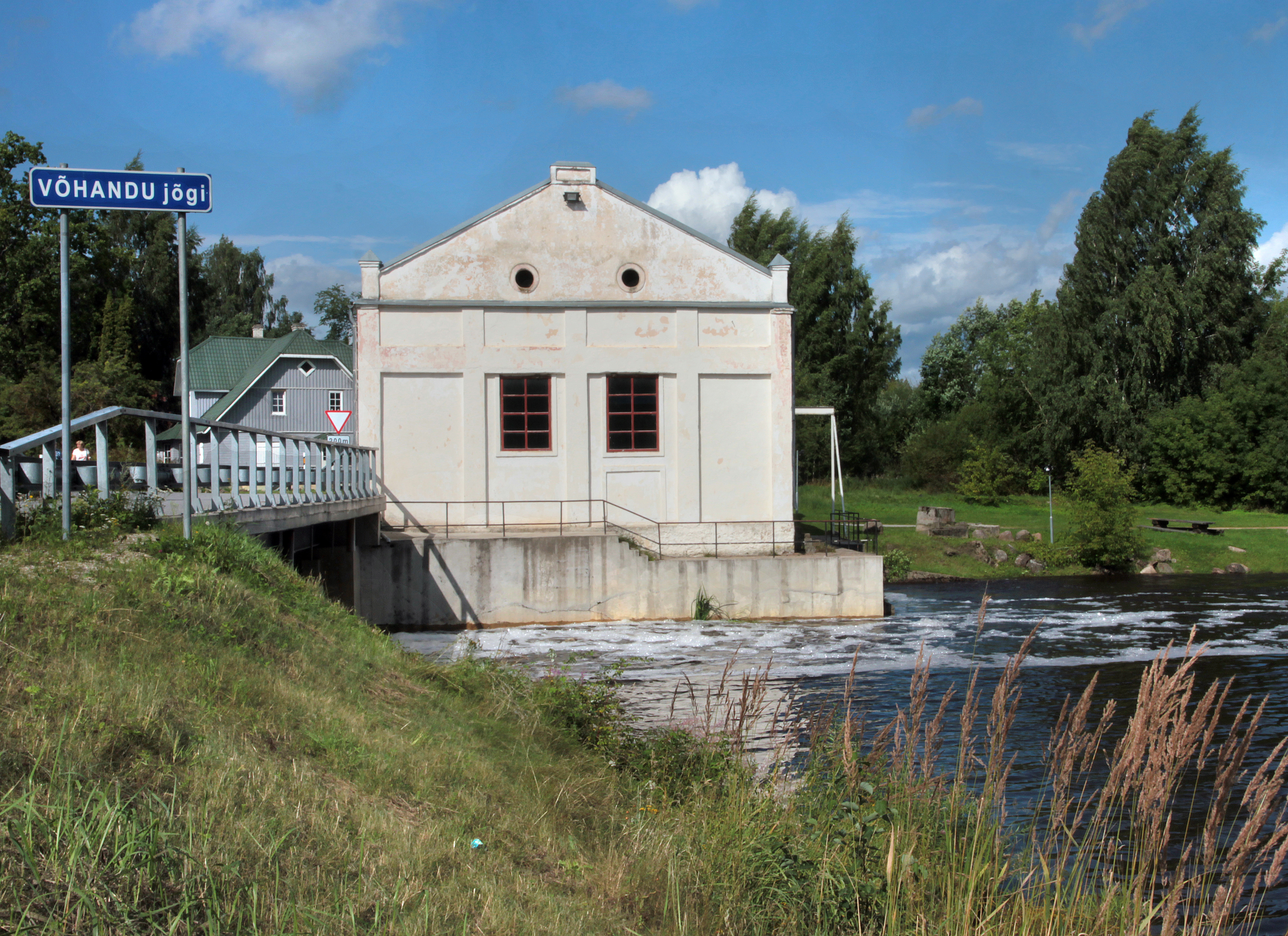
De waterkrachtcentrale